# Ciclul PDCA
Ciclul PDCA (engleză PDCA) reprezintă o metodă de organizare și desfășurare a activităților de management, orientată în direcția îmbunătățirii continue a sistemului de management al calității. Această metodă de îmbunătățire a calității a fost concepută și reprezentată grafic de Dr. W. Edwards Deming și se mai numește ciclul Deming, ciclul Shewhart, sau roata lui Deming. Denumirea metodei provine din inițialele din limba engleză ale fazelor constituente: Plan (P), Do (D), Check (C), Act (A), în traducere: planificare- efectuare -verificare - acțiune. În standardul SR EN ISO 9001:2001, clauza 0.2, se menționează că tuturor proceselor li se poate aplica metodologia  PDCA. Mai târziu, Deming a modificat PDCA în  „Plan, Do, Study, Act” (PDSA) pentru că a sesizat că faza „verificare” a accentuat inspecția față de analiză (Study).

## Semnificațiile fazelor ciclului PDCA

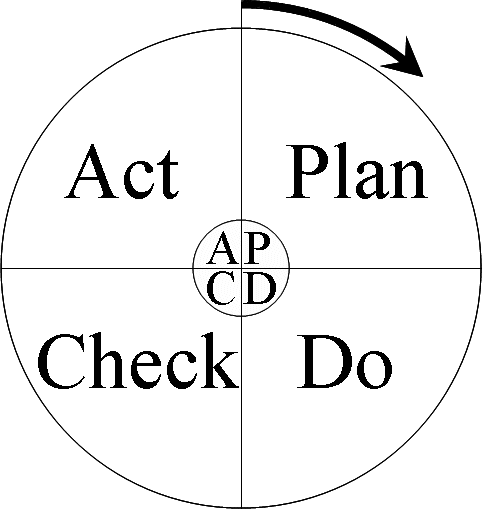
PDCA (sau ciclul Deming)

Ciclul planifică-efectuează-verifică-acționează este un model în patru faze (sau patru „pași”) pentru strategia de control al calității și îmbunătățire continuă a calității. Se folosește în următoarele situații:
- ca model pentru îmbunătățirea continuă;
- când se inițiază un nou proiect de îmbunătățire;
- când se dezvoltă un model nou și îmbunătățit al unui proces, produs sau serviciu;
- când se definește un proces de muncă repetitivă;
- când se implementează orice fel de schimbare.[1]

De asemenea, ciclul PDCA este aplicat în producție pentru:
- organizarea muncii într-o echipă;
- determinarea și definirea sarcinilor pentru echipe de proiectanți.

### Procedura de aplicare a ciclului PDCA
Faza de planificare. Constă din recunoașterea și definirea necesității îmbunătățirii. În această fază se iau decizii asupra obiectivelor de realizat și proceselor necesare obținerii unor rezultate îmbunătățite, în concordanță cu cerințele clienților, se stabilesc tipurile de măsurare a performanțelor proceselor.
Pentru observarea și analiza cauzelor principale ale problemelor de calitate în vederea elaborării planului de îmbunătățire se pot aplica instrumente și tehnici statistice: fișe de control, histograme, diagrama  Pareto, diagrame de corelație etc.
Faza de efectuare. Se testează, preferabil la scară mică, planul de îmbunătățire elaborat în faza de planificare. Această fază va include examinarea feedback-ului obținut de la clienți, colectarea informațiilor statistice din procese, înțelegerea controlului și variațiilor proceselor, colectarea datelor rezultate.
Faza de verificare. Sunt investigate rezultatele implementării pe scară mică a planului de îmbunătățire. Această verificare implică monitorizarea și măsurarea efectelor oricărei schimbări sau oricărui test, efectuate în faza de efectuare, precum și analiza măsurii în care diferențele dintre necesitățile clienților și performanțele proceselor au fost micșorate prin aplicarea planului. Rezultatele verificării pot confirma sau nu că proiectul de îmbunătățire este corect.
Faza de acțiune. În această fază se adoptă acțiunile necesare de îmbunătățire: schimbările vor fi adoptate sau abandonate în funcție de rezultatele fazei precedente. Dacă rezultatele fazei de verificare nu arată îmbunătățiri semnificative în satisfacerea cerințelor clienților, se stabilesc măsuri pentru o acțiune corectivă și trebuie reînceput alt ciclu PDCA. Uneori poate fi necesară reinstruirea operatorilor și revizuirea procedurilor.
Pentru îmbunătățirea în continuare se trece la elaborarea unui nou plan, ciclul reluându-se.

## Varianta PDSA
Ciclul PDSA implică faze a căror interpretare este întrucâtva diferită de fazele PDCA.
- Faza de planificare: se planifică schimbările;
- Faza de efectuare : se adoptă schimbările în scop limitat;
- Faza de examinare (Studiu): se analizează rezultatele experimentului de îmbunătățire;
- Faza de acțiune: se implementează acele elemente care au adus beneficii sau se derulează un nou ciclu.

Faza de examinare/analiză (Studiu) necesită să se pună întrebarea: Ce se poate învăța din modul în care starea sistemului se compară cu ceea ce era de așteptat, cu predicțiile făcute? Ce a mers rău? Noua informație este utilizată pentru a atinge mai bine obiectivele produsului sau procesului.
Cel mai important aspect al ciclului PDSA este faptul că reprezintă un ciclu, și nu un proces liniar. Feedback-ul obținut de la o serie de îmbunătățiri este transmis la rândul următor de îmbunătățiri.

## Varianta SDCA
Ciclul SDCA (standardize-do-check-act, în traducere: standardizare-efectuare-verificare-acțiune) este o metodologie pentru a susține îmbunătățirea prin următoarele faze:
- Standardizare. Se stabilesc standardele care trebuie atinse. (Prin standarde, în contextul de față, se înțeleg niveluri normative de calitate care au fost implementate,  însă nu standarde legiferate de organisme naționale de standardizare). Este „standardizat” un proces revizuit, aplicabil în organizație.
- Efectuare: Se implementează nivelurile standard.
- Verificare: Se verifică lucrările reale în comparație cu nivelurile standard. Orice abatere de la standard trebuie să determine următoarele trei întrebări: abaterea a apărut din cauză că nu există standard? Abaterea a apărut din cauză că nivelul standard a fost inadecvat? Abaterea a apărut din cauză că nivelul standard a fost ignorat?
- Acțiune: Se evaluează orice variație în standard și se aplică acțiuni corective.